# Pinocchio (Jacovitti)
Pinocchio  è una celebre graphic novel di Benito Jacovitti ritenuta una delle sue opere più famose, più volte ristampata in varie edizioni in Italia e all'estero. All'opera è stato dedicato un francobollo commemorativo nel 2010.

## Storia editoriale
Jacovitti realizzò negli anni quaranta una prima serie di illustrazioni a commento del testo originale; il lavoro risale alla seconda guerra mondiale quando venne pubblicato dalla casa editrice La Scuola, di Brescia, nel 1943; nel dopoguerra seguì una versione a fumetti pubblicata a puntate sul Vittorioso dal 1946 al 1947 dalla casa editrice AVE; dopo quasi vent'anni, sempre per la casa editrice AVE, venne pubblicata un terzo lavoro di Jacovitti basato sull'opera di Collodi, una serie di tavole a corredo di una edizione di Pinocchio, come nella prima versione degli anni quaranta e pubblicate nel 1964; negli anni settanta infine vennero realizzate quattro tavole dove l'autore fa interagire il personaggio di Pinocchio con quelli di sua creazione. A proposito di questo suo ritornare sull'opera, Jacovitti stesso scrisse una filastrocca: «Col passare di due decenni / del “Pinocchio” mi sovvenni / e per chi mi disse che / non c’è un due senza un bel tre / l’illustrai con gran riguardo / come ultimo traguardo». La trasposizione a fumetti dell'opera di Collodi venne pubblicata in volume dalla AVE nel 1964 e, nei decenni seguenti, ne vennero pubblicate numerose altre edizioni anche da altri editori.

## Edizioni
- Pinocchio - Edizione AVE (1964);
- Pinocchio, illustrato da Jacovitti - Fratelli Spada (1969, 1974 e 1983);
- Pinocchio di Collodi, illustrato da Jacovitti - Collana Oscar Mondadori (1972);
- Pinocchio - C.S.E.I. (1982);
- Pinocchio di Collodi, illustrato da Jacovitti - Stampa Alternativa/Nuovi Equilibri (1992, 2001 e 2011).

## Riconoscimenti
- Francobollo commemorativo emesso dalle Poste Italiane nel 2010.[6]